# سنترال هایلندز (تاسمانی)

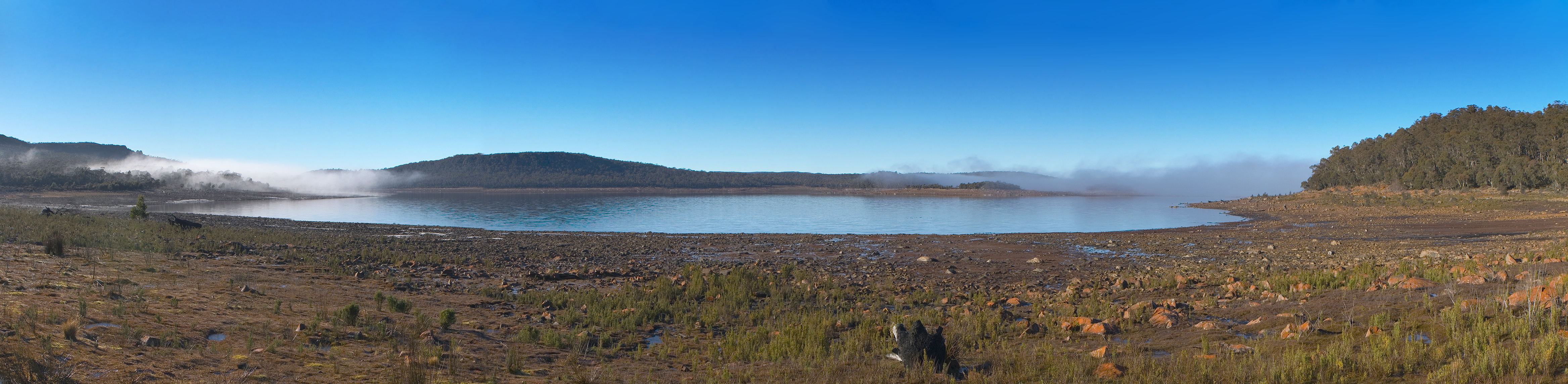
دریاچه گریت

سنترال هایلندز (به انگلیسی: Central Highlands) یکی از ده ناحیه ایالت تاسمانی در کشور استرالیاست که دارای مرزهای مشترک جغرافیایی و اداری می‌باشد. با توجه به وجود زیست‌گاه‌های آبی فراوان در این ناحیه، ماهیگیری از محبوب‌ترین فعالیت‌ها در این ناحیه محسوب می‌شود. در این منطقه به دلیل شرایط خاص آب و هوایی، در تمام طول سال پوشش گیاهی حفظ می‌شود. سنگ‌های موجود در این منطقه از نوع دیابازت و بازالت هستند. دریاچه سنت کلیر (به انگلیسی: Lake St Clair) در مرکز این ناحیه فلاتی قرار دارد.